# أنا وهي (مسلسل)
أنا وهي هو مسلسل كوميدي مصري من بطولة هنا الزاهد، أحمد حاتم وأشرف عبد الباقي.تم عرض أول حلقة في 1 يناير 2022 على شبكة قنوات سي بي سي.

## نبذه
في إطار كوميدي اجتماعي، يدور المسلسل حول المشكلات النفسية، حيث أن هند لديها عقدة وتكره الرجال بشدة، بينما يعاني سليم من بعض الهلاوس والتخيلات، ويذهبان للعلاج عند طبيب نفسي، ويضطران لمساعدة بعضهما البعض للعلاج مما يمر بهما من عقد نفسية.

## طاقم العمل
- هنا الزاهد بدور هند
- أحمد حاتم بدور سليم
- أشرف عبد الباقي بدور الطبيب النفسي
- سلوى محمد علي بدور والدة سليم
- ميرهان حسين
- محمود البزاوي
- سليمان عيد
- بسمة مصطفى